# 毎日アドベンチャー
「毎日アドベンチャー」（まいにちアドベンチャー）はスパークリング☆ポイントの5thシングル。

## 内容
- テレビ東京系アニメメルヘヴンEDテーマ[1]。
- ジャケットは、三人とも制服姿である。
- この曲でのイベントを行う事により、東京進出をつかむきっかけとなった。
- センター＆メインボーカルはデビューから一貫して明日香だが、出だしの重要パートを梓が歌っている。
- カップリングの「太陽（てぃだ）の唄」と共に2ndアルバム「太陽〜ティダ〜」に収録。
- 「Chocolate〜君のサンタになりたくて〜」は、2ndシングルの『So stay together』に収録された「Chocolate~the sweet night~」が原曲。再収録されるにあたって、アレンジの他、歌詞も変更されている（尚、「Chocolate〜君のサンタになりたくて〜」の方が人気があるようで、検索サイトで「Chocolate~the sweet night~」などと検索しても「君の〜」が出て来る事がある）。

## 批評
音楽情報サイトのCDjornalでは、ノリの良い曲に三人の歌声が合っていると評されている。

## 収録曲
全作詞:スパークリング☆ポイント
1. 毎日アドベンチャー
作曲:三好誠 編曲:大賀好修
2. 太陽（てぃだ）の唄
作曲:川本宗孝 編曲:小林哲
3. Chocolate〜君のサンタになりたくて〜
作曲:M. Afric・M. Sa'Pessoa 編曲:DAY TRACK
4. 毎日アドベンチャー (Instrumental)